# Ford Pampa
Ford Pampa – samochód dostawczo-osobowy typu pickup klasy kompaktowej produkowany pod amerykańską marką Ford w latach 1982–1997.

## Historia i opis modelu

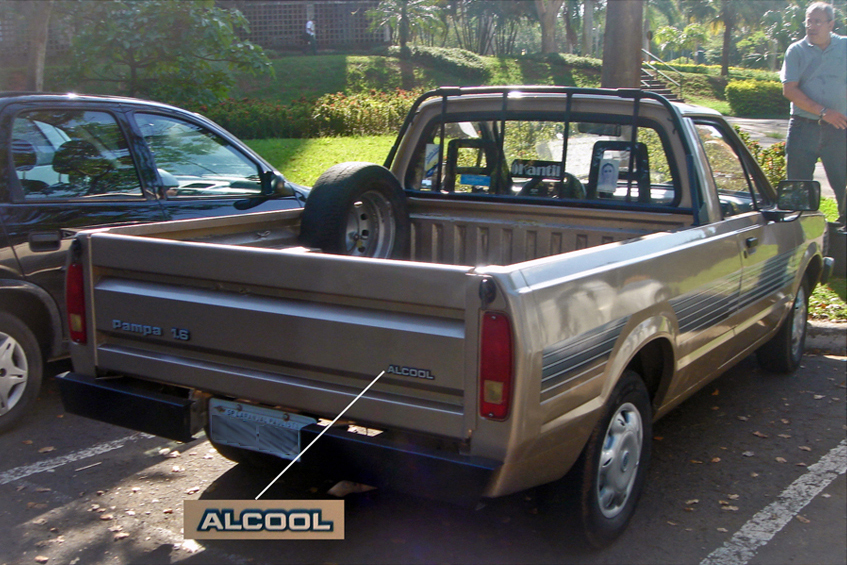
Ford Pampa - profil

W 1982 roku brazylijski oddział Forda zdecydował się przedstawić niewielkiego, kompaktowego pickupa w stylu coupe utility opartego na bazie taniego modelu Ford Corcel drugiej generacji, opartego z kolei na technice Renault 12. 
Ford Pampa był pojazdem dwuosobowym, wyróżniając się podłużnym, otwartym przedziałem transportowym. Produkcja modelu, z drobnymi modyfikacjami wizualnymi w międzyczasie, trwała przez 15 lat, po czym w 1997 roku zakończono ją na rzecz nowego modelu – Courier.

### Wersje wyposażeniowe
- S
- GL
- Ghia

### Silniki
- L4 1.5l CHT OHV
- L4 1.8l Volkswagen AP